# Sonny Milano
Frank "Sonny" Milano, född 12 maj 1996 i Massapequa i delstaten New York, är en amerikansk professionell ishockeyspelare som spelar för Anaheim Ducks i NHL.
Han har tidigare spelat på NHL-nivå för Columbus Blue Jackets och på lägre nivåer för San Diego Gulls, Cleveland Monsters och Springfield Falcons i AHL, Plymouth Whalers i Ontario Hockey League (OHL) och Team USA i United States Hockey League (USHL).
Milano draftades i första rundan i 2014 års draft av Columbus Blue Jackets som 16:e spelare totalt.

## Statistik
| 2011–2012   | Cleveland Barons U16   | T1EHL       | 40 | 44 | 43 | 87 | 10 | — | — | — | — | — |
| 2012–2013   | Team USA               | UHL         | 38 | 10 | 12 | 22 | 12 | — | — | — | — | — |
|             | U.S. National U17 Team |             | 56 | 20 | 27 | 47 | 20 | — | — | — | — | — |
| 2013–2014   | Team USA               | UHL         | 25 | 14 | 25 | 39 | 21 | — | — | — | — | — |
|             | U.S. National U18 Team |             | 58 | 29 | 57 | 86 | 23 | — | — | — | — | — |
| 2014–2015   | Plymouth Whalers       | OHL         | 50 | 22 | 46 | 68 | 24 | — | — | — | — | — |
|             | Springfield Falcons    | AHL         | 10 | 0  | 5  | 5  | 0  | — | — | — | — | — |
| 2015–2016   | Columbus Blue Jackets  | NHL         | 1  | 0  | 0  | 0  | 0  | — | — | — | — | — |
|             | Lake Erie Monsters     | AHL         | 48 | 12 | 15 | 27 | 18 | — | — | — | — | — |
| NHL totalt  | NHL totalt             | NHL totalt  | 1  | 0  | 0  | 0  | 0  | — | — | — | — | — |
| AHL totalt  | AHL totalt             | AHL totalt  | 58 | 12 | 20 | 32 | 18 | — | — | — | — | — |
| OHL totalt  | OHL totalt             | OHL totalt  | 50 | 22 | 46 | 68 | 24 | — | — | — | — | — |
| USHL totalt | USHL totalt            | USHL totalt | 63 | 24 | 37 | 61 | 33 | — | — | — | — | — |